# Спайдър-Мен (филм)
Вижте пояснителната страница за други значения на Спайдър-Мен.
„Спайдър-Мен“ (на английски: Spider-Man) е американски супергеройски филм от 2002 г., базиран на едноименния герой на Марвел Комикс. Режисиран е от Сам Рейми, по сценарий на Дейвид Коуп, това е първата част от трилогията „Спайдър-Мен“, във филма участват Тоби Магуайър като едноименния герой, заедно с Уилям Дефо, Кирстен Дънст, Джеймс Франко, Клиф Робъртсън и Роузмари Харис.

## Актьорски състав
| Актьор          | Роля                                           |
| --------------- | ---------------------------------------------- |
| Тоби Магуайър   | Питър Паркър / Спайдър-Мен                     |
| Уилям Дефо      | Норман Осбърн / Зеленият гоблин                |
| Кирстен Дънст   | Мери Джейн Уотсън                              |
| Джеймс Франко   | Хари Осбърн                                    |
| Клиф Робъртсън  | Бен Паркър                                     |
| Роузмари Харис  | Мей Паркър                                     |
| Джей Кей Симънс | Джей Джона Джеймисън                           |
| Рон Пъркинс     | Мендел Сторм                                   |
| Гери Бекър      | Максимилиан Фаргас                             |
| Джак Бетс       | Хенри Балкан                                   |
| Стенли Андерсън | Генерал Слокъм                                 |
| Джим Уорд       | Координатор на проекта                         |
| Джо Манганиело  | Флаш Томпсън                                   |
| Бил Нън         | Роби Робъртсън, редактор на Дейли Бюгъл        |
| Тед Рейми       | Тед Хорман, служител на Дейли Бюгъл            |
| Елизабет Банкс  | Бети Брант, секретарка на Дейли Бюгъл          |
| Майкъл Пападжон | Денис Карадайн, престъпник, който уби Чичо Бен |
| Октавия Спенсър | Записваща                                      |

## В България
В България филмът е пуснат по кината на 5 юли 2002 г. от Александра Филмс. На 13 ноември е издаден на VHS и DVD от Мейстар.
На 17 декември 2006 г. е излъчен за първи път по Нова телевизия със субтитри на български.
На 16 юни 2012 г. е излъчен по каналите на bTV до 2013 г.
На 12 октомври 2015 г. е излъчен и по KINO NOVA.

### Дублажи
| Озвучаващи артисти  | Светлана Смолева Вилма Карталска Христо Бонин Петър Бонев Светломир Радев |
| Преводач            | Соня Иванова                                                              |
| Тонрежисьор         | Радослав Колев                                                            |
| Режисьор на дублажа | Кирил Бояджиев                                                            |

| Озвучаващи артисти  | Ася Братанова Даниела Сладунова Силви Стоицов Димитър Иванчев Стефан Сърчаджиев-Съра Христо Узунов |
| Преводач            | Миряна Мезеклиева                                                                                  |
| Тонрежисьор         | Цветомир Цветков                                                                                   |
| Режисьор на дублажа | Димитър Кръстев                                                                                    |